# Katedra św. Tomasza More’a w Arlingtonie
Katedra św. Tomasza More’a (ang. Cathedral of Saint Thomas More) – rzymskokatolicka katedra w hrabstwie Arlington, w stanie Wirginia. Siedziba diecezji Arlingtonu.

## Historia
Parafię erygowano w 1938 roku. Pierwszym proboszczem został Edwin J. Lee, urząd objął 29 listopada 1938. Budowę pierwszej świątyni parafialnej ukończono w 1942 roku. W 1944 roku założono szkołę parafialną, a w 1955 roku zbudowano nową plebanię. Obecny kościół ukończono 9 grudnia 1961 roku, konsekrował go ks. John J. Russell, biskup diecezji Richmond. 13 sierpnia 1974 papież Paweł VI erygował diecezję Arlington, w związku z czym świątynia została podniesiona do rangi katedry diecezjalnej. Zainstalowane w 1981 roku organy piszczałkowe to jedne z największych organów w stanie Wirginia. Rok później poświęcono dzwonnicę z sześcioma dzwonami i miejscem na sześć kolejnych. W latach 2023–2024 katedra została przebudowana.

## Architektura
Świątynia pierwotnie modernistyczna, posiadająca transept. Zbudowana jest głównie z czerwonej cegły. Na skrzyżowaniu naw znajduje się przeszklona kopuła. Od czasów przebudowy wygląd katedry nawiązuje do architektury gotyckiej z okresu panowania Tudorów.

## Galeria

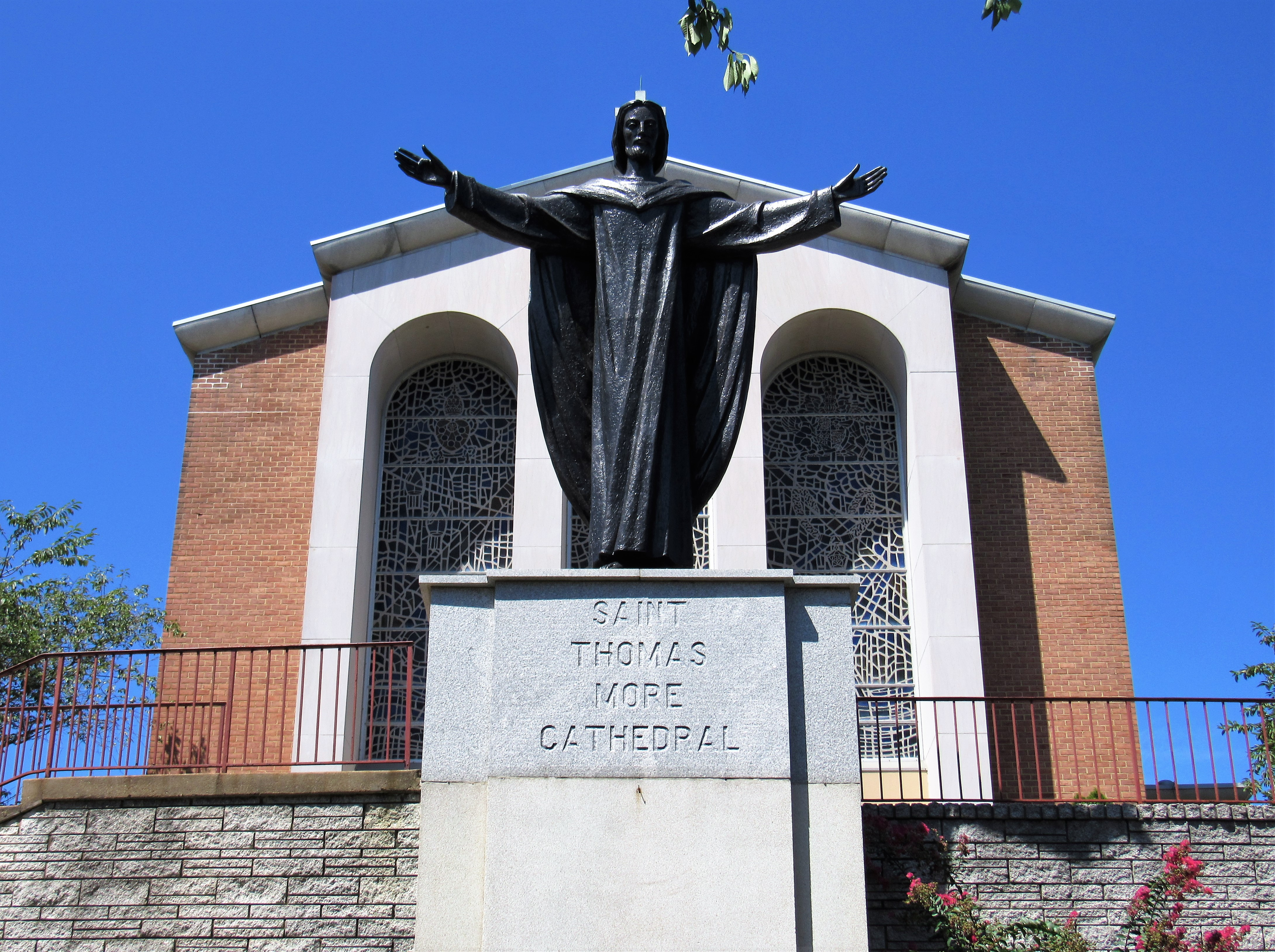
Pomnik Jezusa Chrystusa znajdujący się przy katedrze przed przebudową
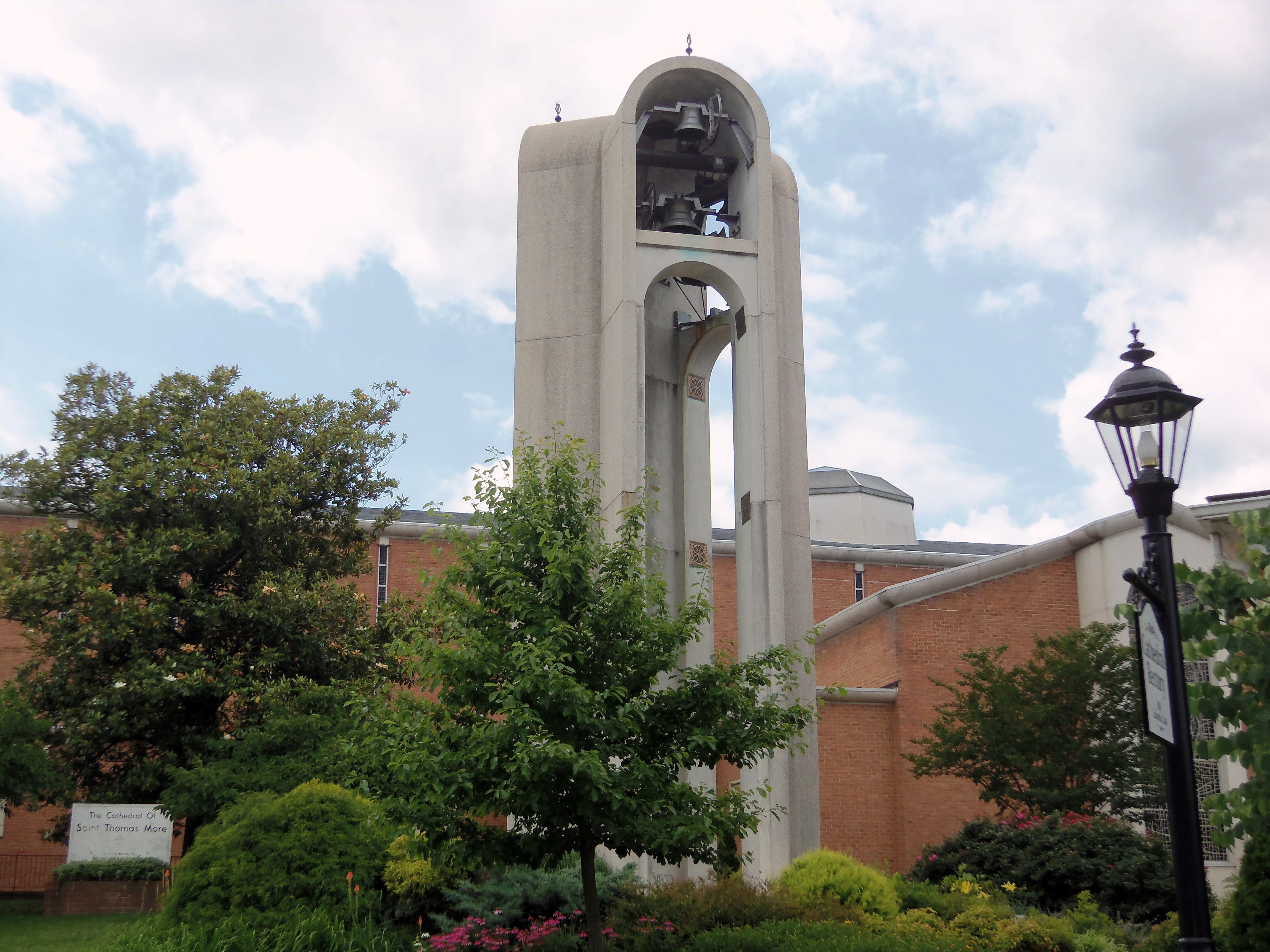
Dzwonnica
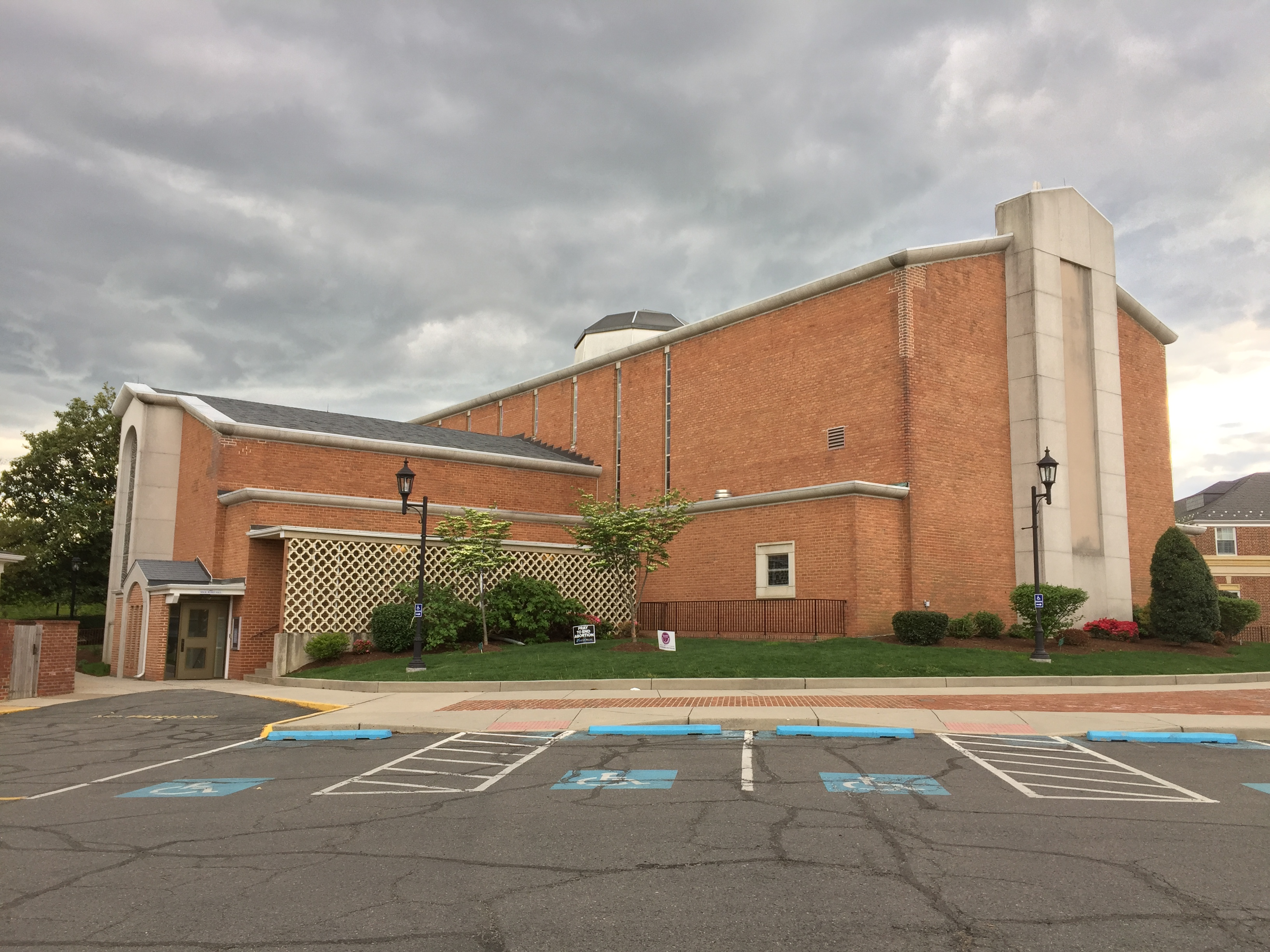
Prezbiterium i wschodnie ramię transeptu
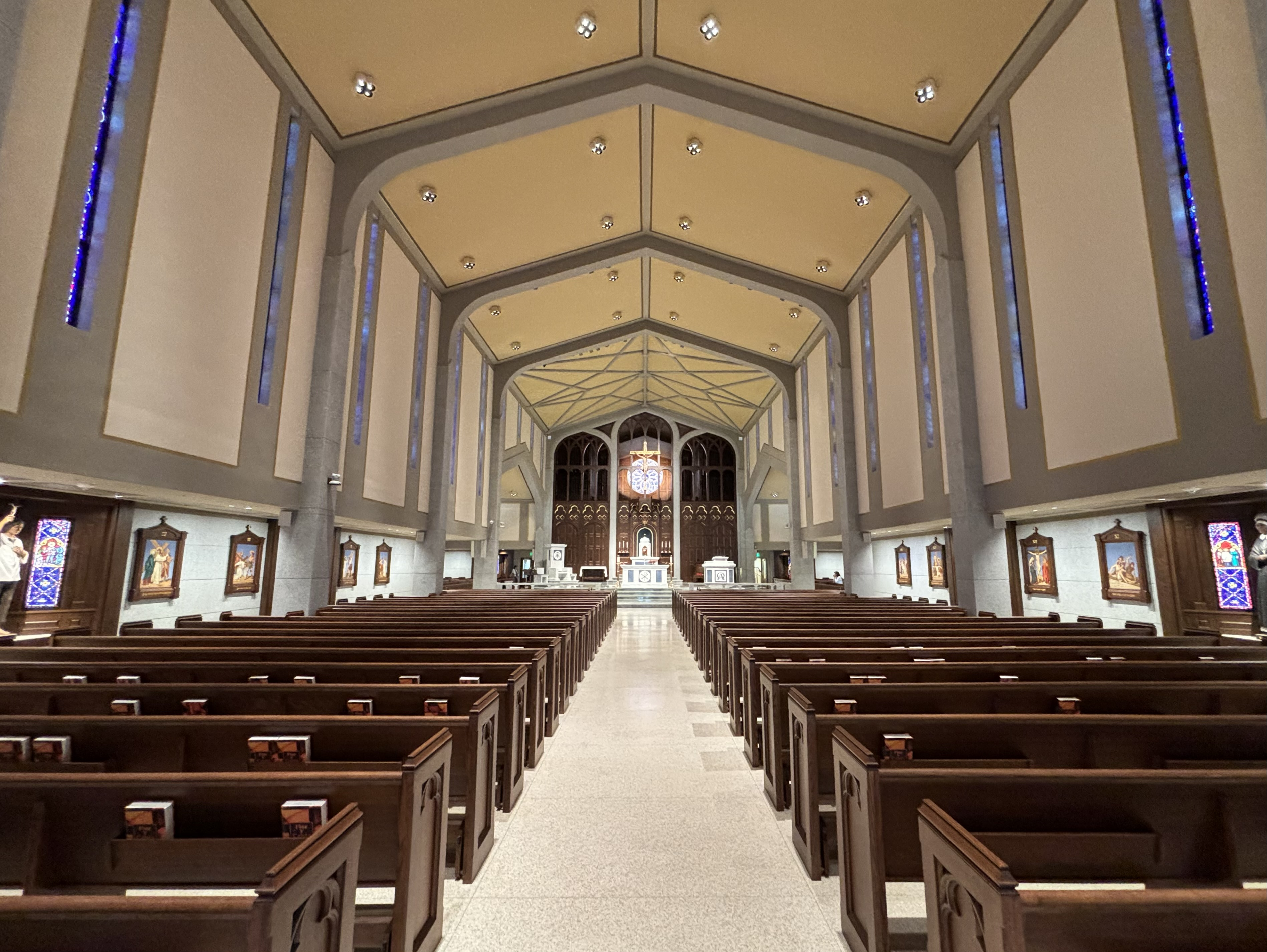
Wnętrze